# Кремна (Прњавор)
Кремна је насељено мјесто у општини Прњавор, Република Српска, БиХ. Према попису становништва из 2013. у насељу је живјело 848 становника.
Село Кремна је добило име по камену кремену-кварцни камен кога има у изобиљу. Насеље Кремна је најстарије насеље у прњаворском крају,старије и од самог града Прњавора.

## Становништво
| Националност       | 1991. | 1981. | 1971. | 1961. |
| Срби               | 1.102 | 1.157 | 1.102 | 1.191 |
| Југословени        | 24    | 4     |       | 9     |
| Хрвати             | 10    | 15    | 14    | 12    |
| Муслимани          | 1     | 2     |       | 4     |
| Словенци           |       | 1     | 1     |       |
| остали и непознато | 14    | 19    | 27    | 19    |
| Укупно             | 1.151 | 1.198 | 1.144 | 1.235 |

| Демографија | Демографија | Демографија |
| Година      | Становника  | Становника  |
| ----------- | ----------- | ----------- |
| 1961.       | 1.235       |             |
| 1971.       | 1.144       |             |
| 1981.       | 1.198       |             |
| 1991.       | 1.151       |             |
| 2013.       | 848         |             |

## Делови у оквиру сеоског насеља (засеоци)
Бујадница, Грмчара, Пиплићи, Подљубић, Вучијак, Лужани (Јасик).

## Презимена
| - Бијелић — Православци, славе Ђурђевдан - Гајић — Православци, славе Игњатијевдан и Василијевдан - Мијатовић — Православци, славе Ђурђевдан - Станић — Православци, славе Стевањдан - Лончар — Римокатолици - Јелић — Православци, славе Марковдан - Турудић — Православци, славе Стевањдан - Крајишник — Православци, славе Марковдан - Хемон — Гркокатолици - Китић — Православци, славе Мратиндан - Миланковић — Православци, славе Стевањдан и Часне Вериге Св. апостола Петра - Нунић — Православци, славе Јовањдан - Шарчевић — Православци, славе Аранђеловдан - Рудонић — Православци, славе Јовањдан - Новарлић — Православци, славе Јовањдан - Гатарић — Православци, славе Ђурђевдан - Радић — Православци, славе Никољдан - Стојнић — Православци, славе Ђурђевдан - Шикинић — Православци, славе Ђурђевдан - Винчић — Православци, славе Јовањдан - Гачић — Православци, славе Игњатијевдан - Вукадиновић — Православци, славе Никољдан - Тешић — Православци, славе Никољдан - Башић — Православци, славе Стевањдан | - Марковић — Православци, славе Никољдан - Пејашиновић — Православци, славе Јовањдан - Петровић — Православци, славе Ђурђевдан - Прелић — Православци, славе Никољдан - Јотановић — Православци, славе Ђурђевдан - Голић — Православци, славе Ђурђевдан - Савковић — Православци, славе Јовањдан и Никољдан - Шпанић — Православци, славе Часне Вериге Св. апостола Петра - Суботић — Православци, славе Ђурђевдан - Домуз — Православци, славе Никољдан - Танасић — Православци, славе Јовањдан - Кусић — Православци, славе Ђурђевдан - Сташук — Гркокатолици - Чемни — Гркокатолици - Сина — Гркокатолици - Мешановић — Муслимани - Халиловић — Муслимани | - Бек — Гркокатолици - Планчак — Гркокатолици - Радујковић — Православци, славе Часне Вериге Св. апостола Петра - Жунић — Православци, славе Стевањдан - Пеулић — Православци, славе Часне Вериге Св. апостола Петра - Спасојевић — Православци, славе Марковдан - Михајловић — Православци, славе Јовањдан - Татаревић — Православци, славе Ђурђевдан - Топић — Православци, славе Часне Вериге Св. апостола Петра - Шикарац — Православци, славе Игњатијевдан - Будак — Православци, славе Ђурђевдан - Јовичић — Православци, славе Ђурђевдан - Арат — Римокатолици - Радосавац — Православци, славе Јовањдан - Дуронић — Православци, славе Јовањдан - Горановић — Православци, славе Ђурђевдан | - Галић — Православци, славе Ђурђевдан - Дујковић — Православци, славе Петровдан - Марчетић — Православци, славе Аранђеловдан - Тубац — Православци, славе Ђурђевдан - Ђукић — Православци, славе Јовањдан - Марић — Православци, славе Никољдан - Илић — Православци, славе Часне Вериге Св. апостола Петра - Живковић — Православци, славе Ђурђевдан - Радивојевић — Православци, славе Ђурђевдан - Кидрић — Православци, славе Јовањдан - Ђукарић — Православци, славе Ђурђевдан - Павловић — Православци, славе Никољдан - Бојановић — Православци, славе Аранђеловдан - Дубочан — Православци, славе Стевањдан |

## Знамените личности
- Вељко Миланковић, поручник Војске Републике Српске, оснивач и командант батаљона Вукови са Вучијака
- проф. др. Војислав Јелић, бивши декан и редовни професор Филозофског факултета Универзитета у Београду
- Симеун Јелић, морнаричкотехнички пуковник, магистар техничких наука и дипломирани инжењер машинства
- Сретен Радишковић, свештеник СПЦ у Кремнима
- Борис Топић, свештеник СПЦ у Ротердаму-Ден Хагу